# Abraham Kibiwot
Abraham Kibiwot, né le 4 juin 1996, est un athlète kényan, spécialiste du steeple.

## Biographie
Abraham Kibiwot établit son record personnel sur 3 000 mètres steeple à l'occasion du meeting de Doha en 2016, où il termine troisième en 8 min 9 s 25. En juin de la même année, il décroche la médaille de bronze des championnats d'Afrique 2016, à Durban (8 min 24 s 19), devancé par les Éthiopiens Chala Beyo et Tolosa Nurgi.

### Médaille de bronze mondiale à Budapest (2023)
Après avoir obtenu des places de finaliste sur 3 000 m steeple aux Mondiaux de Doha (7e) et d'Eugene (5e), Kibiwot parvient à monter sur son premier podium planétaire à Budapest en août 2023. Malgré une chute à 400 m de la ligne en finale, le Kényan réussit en effet à conserver sa troisième place en 8 min 11 s 98, derrière l'Ethiopien Lamecha Girma et le Marocain Soufiane el-Bakali.

## Palmarès
| Date | Compétition            | Lieu             | Résultat | Épreuve     | Temps         |
| ---- | ---------------------- | ---------------- | -------- | ----------- | ------------- |
| 2016 | Championnats d'Afrique | Durban           | 3e       | 3 000 m st. | 8 min 24 s 19 |
| 2016 | Ligue de diamant       | Ligue de diamant | 2e       | 3 000 m st. | détails       |
| 2018 | Jeux du Commonwealth   | Gold Coast       | 2e       | 3 000 m st. | 8 min 10 s 62 |
| 2018 | Ligue de diamant       | Ligue de diamant | 6e       | 3 000 m st. | 8 min 23 s 60 |
| 2019 | Championnats du monde  | Doha             | 7e       | 3 000 m st. | 8 min 8 s 52  |
| 2022 | Championnats du monde  | Eugene           | 5e       | 3 000 m st. | 8 min 28 s 95 |
| 2022 | Jeux du Commonwealth   | Birmingham       | 1er      | 3 000 m st. | 8 min 11 s 15 |
| 2023 | Championnats du monde  | Budapest         | 3e       | 3 000 m st. | 8 min 11 s 98 |
| 2024 | Jeux olympiques        | Paris            | 3e       | 3 000 m st. | 8 min 6 s 47  |

### Records
| Épreuve         | Performance  | Lieu  | Date        |
| --------------- | ------------ | ----- | ----------- |
| 3 000 m steeple | 8 min 5 s 51 | Rabat | 28 mai 2023 |